# NoCopyrightSounds
NoCopyrightSounds (NCS) là một hãng thu âm, phát hành nhạc (hoặc âm thanh khác) miễn phí bản quyền có trụ sở đặt tại Luân Đôn, Anh Quốc, được tạo ra bởi một thanh niên tên là Billy Woodford. Hãng khởi đầu với một kênh YouTube với dịch vụ cung cấp nhạc miễn phí bản quyền và tải xuống miễn phí, các bài hát của hãng đã đạt được hơn 1 triệu lượt tải xuống có trả tiền vào năm 2017.

## Lịch sử
NoCopyrightSounds được bắt đầu là một kênh YouTube được tạo vào năm 2011 bởi nhà sáng lập Billy Woodford, khi ấy Billy Woodford đang gặp khó khăn vì vấn đề bản quyền khi tìm kiếm nhạc nền cho những video chơi game trên kênh Youtube của mình. Vào thời kỳ đầu, NoCopyrightSounds là một kênh YouTube được Billy sử dụng để lưu trữ và quảng bá các bản phát hành không có bản quyền mà anh tìm được trên internet. Hãng được Forbes mô tả là một "nhãn hiệu đầu tiên trên YouTube cho phép những người sáng tạo độc lập sử dụng và thậm chí kiếm tiền từ âm nhạc của mình một cách tự do miễn là họ ghi chú chủ sở hữu nội dung".

Logo cũ của NCS được sử dụng từ 2013 - 2023

Vào cuối năm 2013, NCS bắt đầu chuyển đổi thành một hãng thu âm với bản phát hành chính thức đầu tiên của họ là "Time Leap" của Aero Chord vào ngày 28 tháng 11 năm 2013. Giờ đây NCS đã là một hãng thu âm, hãng đã tiến hành xoá các bài hát mà hãng không sở hữu và những bài hát quảng bá trước kia trên kênh. Trong những năm tiếp theo, NCS đã loại bỏ tất cả những bài hát được quảng bá trên kênh với "Need You (Centra 100BPM Remix)" của xKore, tải lên ngày 29 tháng 4 năm 2012 là bài hát được quảng bá cuối cùng bị xóa khỏi NCS vào ngày 18 tháng 1 năm 2017 .
Vào năm 2017, NoCopyrightSounds đã đạt cột mốc hơn một triệu lượt tải xuống trên mạng, mặc dù họ phát hành nhạc miễn phí. Người quản lý hãng Daniel J. Lee cho biết "tương tự như các dịch vụ với mô hình freemium, NCS cung cấp cả tùy chọn thưởng thức âm nhạc miễn phí nhưng đồng thời cũng cho phép người hâm mộ ủng hộ âm nhạc trên các dịch vụ trả phí", có nghĩa là hãng khẳng định rằng hãng đồng thời phát hành các bản nhạc miễn phí và bán chúng. Woodford nói về cột mốc quan trọng này, "Tôi vô cùng tự hào khi đã đạt 1 triệu lượt tải xuống trả phí và tin rằng điều này cho thấy sự phát triển và sức mạnh mà NCS đã xây dựng trong những năm qua". Anh ấy cũng nhận xét rằng "Nhu cầu về âm nhạc nguyên bản mới từ người sáng tạo là rất lớn và đang tăng lên theo từng ngày.
Ngày 14 tháng 8 năm 2022, nhân kỷ niệm 11 năm thành lập NoCopyrightSounds, hãng đã giới thiệu hãng thu âm mới thuộc quản lí của mình là NCS Arcade. Vào ngày 31 tháng 8, "Circle" của Netrum & Halvorsen là bài hát đầu tiên được phát hành trên NCS Arcade.

## Albums
| STT | Ngày phát hành            | Tiêu đề                          |
| --- | ------------------------- | -------------------------------- |
| 1   | Ngày 7 tháng 12 năm 2014  | NCS: Uplifting                   |
| 2   | Ngày 31 tháng 7 năm 2015  | NCS: Infinity                    |
| 3   | Ngày 23 tháng 12 năm 2015 | NCS: The Best of 2015            |
| 4   | Ngày 28 tháng 7 năm 2016  | NCS is Love, NCS is Life, Vol. 1 |
| 5   | Ngày 16 tháng 12 năm 2016 | NCS: The Best of 2016            |
| 6   | Ngày 15 tháng 9 năm 2017  | NCS: Colors                      |
| 7   | Ngày 15 tháng 12 năm 2017 | NCS: The Best of 2017            |
| 8   | Ngày 3 tháng 5 năm 2018   | NCS: Alpha                       |
| 9   | Ngày 1 tháng 1 năm 2019   | NCS: Reloaded                    |
| 10  | Ngày 31 tháng 5 năm 2019  | NCS: Elevate                     |
| 11  | Ngày 25 tháng 12 năm 2022 | NCS: The Best of 2022            |
| 12  | Ngày 25 tháng 12 năm 2023 | NCS: The Best of 2023            |

## Một số nghệ sĩ nổi bật
Đây là một danh sách chưa hoàn tất, và có thể sẽ không bao giờ thỏa mãn yêu cầu hoàn tất. Bạn có thể đóng góp bằng cách mở rộng nó bằng các thông tin đáng tin cậy.
- 32Stitches[12]
- Aero Chord[9]
- Au5[13]
- Brooks[14]
- Cartoon[9]
- Syn Cole[14]
- Don Diablo[15]
- Eden (formerly The Eden Project)[16]
- K-391[14]
- Koven[17]
- Maduk[18]
- Neffex[19]
- Olwik[20]
- Alan Walker[14][21]
- Tobu
- Clarx
- Electro-Light
- Diamond Eyes
- TOKYO MACHINE

## Liên hệ
- NoCopyrightSounds trên YouTube
- NoCopyrightSounds trên Facebook
- NoCopyrightSounds trên Instagram
- NoCopyrightSounds trên X
- NoCopyrightSounds trên SoundCloud
- NoCopyrightSounds trên Twitch
- NoCopyrightSounds trên TikTok